# Кшиштоф Краузе
Кшиштоф Краузе (пол. Krzysztof Krauze; 2 квітня 1953, Варшава — 24 грудня 2014, там само) — польський режисер і сценарист. Автор документальних і художніх фільмів. Відзначений нагородами польських і міжнародних фестивалів. У 2006 році у нього діагностували рак простати, що й стало причиною смерті.

## Біографія
Кшиштоф народився 2 квітня 1953 року у Варшаві. Його матір'ю була відома актриса Кристина Карковська. З дитинства його вихованням займались няня та батько, оскільки у матері не вистачало для цього часу постійну роботу.
До його найбільш відомих фільмів належать «Нью-Йорк — четверта ранку» («Nowy Jork — czwarta rano»), «Вуличні ігри» («Gry uliczne»), «Борг» («Dług»), «Площа Спасителя» («Plac Zbawiciela»), «Мій Никифор» («Mój Nikifor»), «Папуша» («Papusza»).
У 1978–1983 роках співпрацював зі Студією малих кінематографічних форм Se-Ma-For, пізніше із Кіностудією імені Кароля Іжиковського. Був членом програмної ради «Дебютної телестудії імені Анджея Мунка» та артистичної ради «Кіностудії імені К. Іжиковського».
Краузе є лауреатом багатьох фільмових нагород. Двічі він отримував «Золотих Левів» на Фестивалі польських художніх фільмів — за фільм «Борг» («Dług») та «Площа Спасителя» («Plac Zbawiciela»). За ті ж фільми чотири рази здобував кінопремію «Орли» («Orły»). Фільм «Mój Nikifor» був відзначений головною нагородою кінофестивалю в Карлових Варах.
Кшиштоф Краузе з 2001 року був членом Європейської кіноакадемії, а з 2008 року — головував у Раді Польського кіноінституту. В 2011 році був нагороджений президентом Польщі Офіцерським хрестом Ордену відродження Польщі.

## Особисте життя
Кшиштоф був одружений двічі. Його першою дружиною стала актриса Єва Салацька, з якою він прожив чотири роки, з 1979 до 1983.
Вдруге Краузе одружився 1 березня 2004 року з режисеркою Йоанною Кось, з якою прожив до смерті.